# Davide Rigon

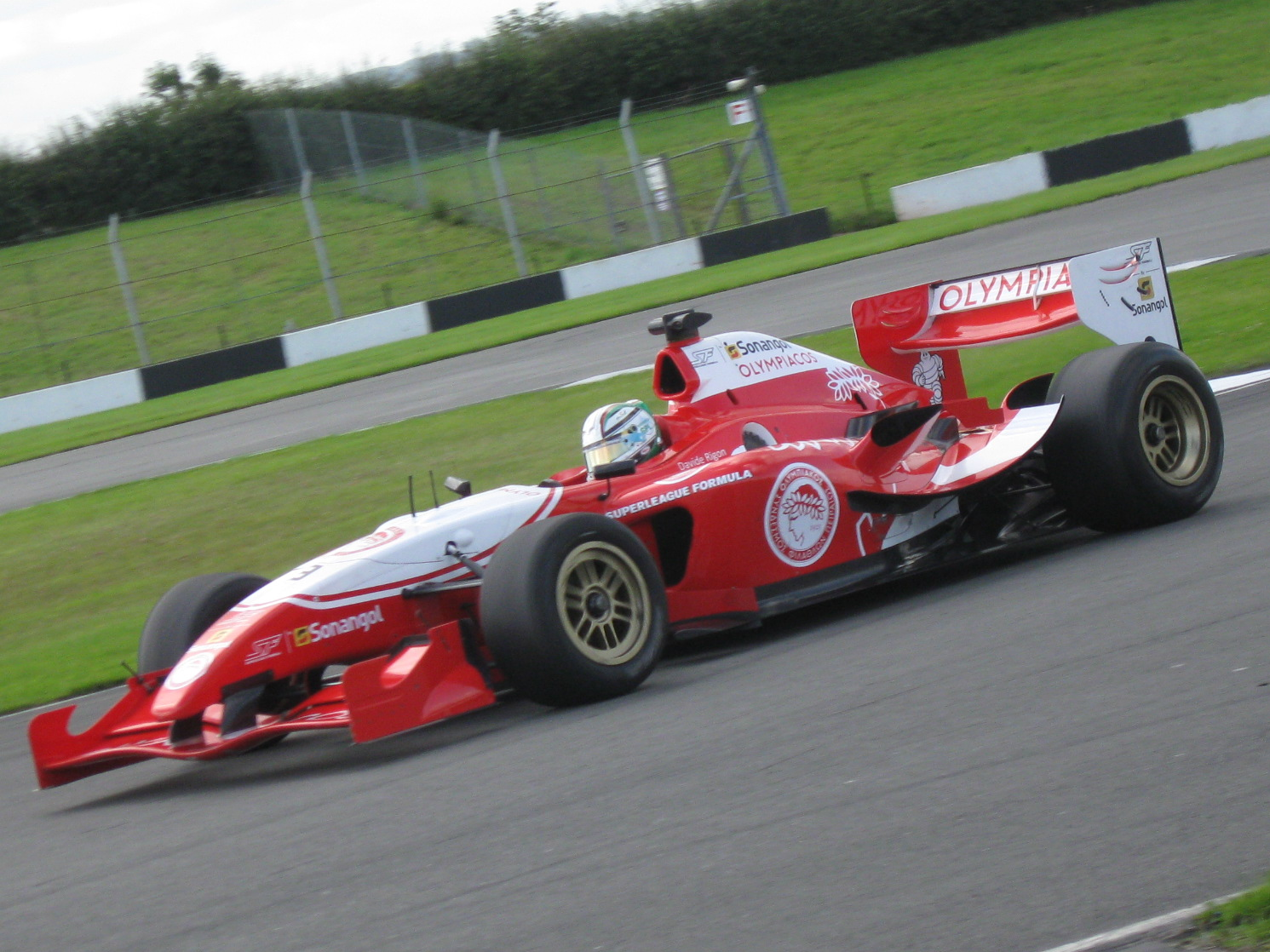
Davide Rigon podczas wyścigu Superleague Formula, na torze Donington Park, w 2008 roku

Davide Rigon (ur. 26 sierpnia 1986 roku w Thiene) – włoski kierowca wyścigowy.

## Życiorys

### Początki kariery
Davide karierę rozpoczął w roku 1998, od startów w kartingu. W 2003 roku przeszedł do wyścigów samochodów jednomiejscowych, debiutując w Niemieckiej Formule BMW. Punktując dwukrotnie, został sklasyfikowany na 17. miejscu. W tym samym roku brał udział we Włoskiej Formule Gloria W. Trophy. Sezon później ścigał się w głównym cyklu tej serii, ostatecznie zostając jej wicemistrzem. W roku 2005 sięgnął po tytuł mistrzowski w Formule Azzurra.

### Formuła Renault
W 2004 roku Rigon sięgnął po tytuł wicemistrzowski w zimowej edycji Włoskiej Formuły Renault. W głównym cyklu wystartował w jednej rundzie, jednakże nie zdobył punktów. Rok później zajął 6. miejsce, z dorobkiem jednego zwycięstwa.

### Formuła 3
W sezonie 2004 Włoch zadebiutował we Włoskiej Formule 3. Zdobyte punkty sklasyfikowały go na 11. pozycji. Dwa lata później Davide powrócił do serii. Reprezentując konkurencyjny zespół BVM Racing, zmagania zakończył na 2. miejscu w ogólnej punktacji (wygrał cztery wyścigi).

### World Series by Renault
W roku 2005 Rigon wziął udział w dwóch rundach Formuły Renault 3.5, za sprawą włoskiej stajni Victory Engineering. Zdobywszy cztery punkty, rywalizację ukończył na 26. lokacie.

### Euroseria 3000
W 2006 roku Davide zadebiutował w Euroserii 3000, biorąc udział w jednej eliminacji, na hiszpańskim obiekcie Circuit de Catalunya. W pierwszym wyścigu zajął szóste miejsce, w drugim natomiast stanął na podium, dojeżdżając na drugiej pozycji. Dorobek ośmiu punktów zapewnił mu 14. lokatę, w generalnej klasyfikacji.
W kolejnym sezonie (w ekipie Minardi by GP Racing), startując we wszystkich wyścigach, pewnie sięgnął po mistrzostwo. W ciągu szesnastu wyścigów, trzynastokrotnie stanął na podium, z czego pięć razy na najwyższym stopniu (czterokrotnie startował z pole position). We włoskiej edycji również okazał się najlepszy, odnotowując we wszystkich ośmiu wyścigach miejsca w pierwszej trójce (w tym trzykrotnie zwyciężył).
W roku 2007, zaliczył gościnny występ, na belgijskim torze Spa-Francorchamps. Do pierwszego wyścigu ruszał z pierwszego pola startowego. Wyścig zakończył jednak na drugim miejscu (niedzielne zmagania zostały odwołane). Uzyskane punkty pozwoliły Rigonowi zająć w klasyfikacji generalnej 15. pozycję.

### Inne serie
W sezonie 2008 wystąpił w dwóch wyścigach Międzynarodowej Formuły Master. W ekipie ADM Motorsport, nie udało mu się jednak zdobyć punktów.
W tym samym roku wziął również udział w trzech wyścigach Włoskich Mistrzostw Superstars. Startując w zespole Ferlito Motors, zmagania zakończył na 6. miejscu (dwukrotnie stanął na podium). Oprócz tego wystartował w siedmiu wyścigach FIA GT, w klasie GT2. Wygrawszy jeden z nich, rywalizację ukończył na 8. lokacie.

### Superleague Formula
W roku 2008 Włoch zadebiutował w nowo powstałej serii Superleague Formula. Reprezentując chiński klub Beijing Guo’an (ekipa Zakspeed), został historycznym mistrzem serialu. Stanął wówczas pięć razy na podium, z czego trzykrotnie na najwyższym stopniu.
W kolejnym podejściu wziął udział w pierwszych trzech rundach sezonu. Startując w ekipie Olympiakos SFP (zespół GU-Racing International), trzykrotnie sięgnął po punkty, z czego raz stanął na podium (drugie miejsce w drugim wyścigu, we Francji). W pozostałych rundach zastąpił go Argentyńczyk Esteban Guerrieri. Swoją postawą pomógł greckiemu klubowi zająć w klasyfikacji 5. miejsce.
W 2010 roku powrócił na pełny etat startów, podpisując kontrakt z belgijskim klubem R.S.C. Anderlecht (stajnia Azerti Motorsport). Włoch po raz drugi w karierze zdobył w niej tytuł mistrzowski, pokonując zaledwie dwoma punktami Brytyjczyka Craiga Dolby'ego. W ciągu sezonu, aż szesnastokrotnie mieścił się w pierwszej trójce, w tym czterokrotnie zwyciężał (poza tym trzykrotnie startował z pierwszego miejsca).

### Seria GP2
W przerwie pomiędzy sezonem 2008 i 2009, Davide zadebiutował w Azjatyckiej Serii GP2, we włoskim zespole Trident Racing. W ostatnich trzech rundach zastąpił Hiszpana Adriána Vallésa. Po punkty sięgnął w ostatniej eliminacji, rozegranej na bahrajńskim obiekcie Sakhir. W pierwszym wyścigu został sklasyfikowany na siódmym miejscu, natomiast w niedzielnych zmaganiach był trzeci. Ostatecznie uzyskane punkty pozwoliły Rigonowi zająć 17. lokatę, w ogólnej punktacji.
W sezonie 2009 (również we włoskiej stajni), ścigał się w głównej edycji przedsionka Formuły 1. Wziąwszy udział w dziewięciu rundach (na niemieckim torze Nürburgring, z przyczyn finansowych, zastąpił go Wenezuelczyk Rodolfo González), dwukrotnie dojechał na punktowanym miejscu, zajmując ósme miejsce w pierwszym wyścigu, na Węgrzech oraz piąte w Belgii. Ostatecznie zmagania ukończył na 22. pozycji, w końcowej klasyfikacji.

### Formuła 1
W 2005 roku pełnił funkcję kierowcy testowego włoskiego zespołu Formuły 1 – Minardi. Od 2012 jest kierowcą testowym Ferrari.

## Wyniki

### GP2
| Legenda oznaczeń w tabelach wyników Wyświetl szablon na nowej stronie | Legenda oznaczeń w tabelach wyników Wyświetl szablon na nowej stronie                                                                     |
| Oznaczenie                                                            | Wyjaśnienie |
| --------------------------------------------------------------------- | --- |
| Złoty                                                                 | Zwycięzca lub mistrzostwo |
| Srebrny                                                               | 2. miejsce lub wicemistrzostwo |
| Brązowy                                                               | 3. miejsce lub II wicemistrzostwo |
| Zielony                                                               | Ukończył, punktował (w klasyfikacji generalnej, gdy zdobył co najmniej jeden punkt na przestrzeni sezonu, poza trzema powyższymi opcjami) |
| Niebieski                                                             | Ukończył, nie punktował (w klasyfikacji generalnej, gdy nie zdobył co najmniej jednego punktu na przestrzeni sezonu)                      |
| Czerwony                                                              | Nie zakwalifikował się (NZ) |
| Czerwony                                                              | Nie prekwalifikował się (NPK) |
| Różowy                                                                | Nie ukończył (NU) |
| Różowy                                                                | Niesklasyfikowany (NS) (w klasyfikacji generalnej, gdy nie został sklasyfikowany w żadnym wyścigu sezonu)                                 |
| Czarny                                                                | Zdyskwalifikowany (DK) |
| Czarny                                                                | Wykluczony (WYK/EX) |
| Biały                                                                 | Nie wystartował (NW) |
| Biały                                                                 | Kontuzjowany (K/INJ) |
| Biały                                                                 | Wyścig odwołany (OD/C) |
| Bez koloru                                                            | Został wycofany (WYC/WD) |
| Bez koloru                                                            | Nie przybył (NP/DNA) |
| Bez koloru                                                            | Nie brał udziału w treningach (NT/DNP) |
| Bez koloru                                                            | Nie został zgłoszony (–) |
| Pogrubienie                                                           | Start z pole position |
| Kursywa                                                               | Najszybsze okrążenie wyścigu |
| †                                                                     | Nie ukończył, ale jego rezultat został zaliczony ze względu na przejechanie więcej niż 90% dystansu wyścigu.                              |
| *                                                                     | Sezon w trakcie |
| 1/2/3                                                                 | Punktowana pozycja w sprincie kwalifikacyjnym                                                                                             |
| Lista systemów punktacji Formuły 1                                    | |

| Rok  | Zespół          | Wyniki w poszczególnych eliminacjach | Wyniki w poszczególnych eliminacjach | Wyniki w poszczególnych eliminacjach | Wyniki w poszczególnych eliminacjach | Wyniki w poszczególnych eliminacjach | Wyniki w poszczególnych eliminacjach | Wyniki w poszczególnych eliminacjach | Wyniki w poszczególnych eliminacjach | Wyniki w poszczególnych eliminacjach | Wyniki w poszczególnych eliminacjach | Wyniki w poszczególnych eliminacjach | Wyniki w poszczególnych eliminacjach | Wyniki w poszczególnych eliminacjach | Wyniki w poszczególnych eliminacjach | Wyniki w poszczególnych eliminacjach | Wyniki w poszczególnych eliminacjach | Wyniki w poszczególnych eliminacjach | Wyniki w poszczególnych eliminacjach | Wyniki w poszczególnych eliminacjach | Wyniki w poszczególnych eliminacjach | Punkty | Pozycja |
| ---- | --------------- | ------------------------------------ | ------------------------------------ | ------------------------------------ | ------------------------------------ | ------------------------------------ | ------------------------------------ | ------------------------------------ | ------------------------------------ | ------------------------------------ | ------------------------------------ | ------------------------------------ | ------------------------------------ | ------------------------------------ | ------------------------------------ | ------------------------------------ | ------------------------------------ | ------------------------------------ | ------------------------------------ | ------------------------------------ | ------------------------------------ | ------ | ------- |
| 2009 | Trident Racing  | ESP                                  | ESP                                  | MON                                  | MON                                  | TUR                                  | TUR                                  | GBR                                  | GBR                                  | DEU                                  | DEU                                  | HUN                                  | HUN                                  | VAL                                  | VAL                                  | BEL                                  | BEL                                  | ITA                                  | ITA                                  | POR                                  | POR                                  | 3      | 22      |
| 2009 | Trident Racing  | 17                                   | 21†                                  | 9                                    | 7                                    | 10                                   | 8                                    | 16                                   | 20                                   | –                                    | –                                    | 8                                    | NU                                   | 12                                   | 7                                    | NU                                   | 5                                    | 9                                    | 8                                    | 14                                   | 9                                    | 3      | 22      |
| 2011 | Scuderia Coloni | TUR                                  | TUR                                  | ESP                                  | ESP                                  | MON                                  | MON                                  | VAL                                  | VAL                                  | GBR                                  | GBR                                  | DEU                                  | DEU                                  | HUN                                  | HUN                                  | BEL                                  | BEL                                  | ITA                                  | ITA                                  |                                      |                                      | 0      | 29      |
| 2011 | Scuderia Coloni | 10                                   | NU                                   | –                                    | –                                    | –                                    | –                                    | –                                    | –                                    | –                                    | –                                    | –                                    | –                                    | –                                    | –                                    | –                                    | –                                    | –                                    | –                                    |                                      |                                      | 0      | 29      |

### Azjatycka Seria GP2
| Legenda oznaczeń w tabelach wyników Wyświetl szablon na nowej stronie | Legenda oznaczeń w tabelach wyników Wyświetl szablon na nowej stronie                                                                     |
| Oznaczenie                                                            | Wyjaśnienie |
| --------------------------------------------------------------------- | --- |
| Złoty                                                                 | Zwycięzca lub mistrzostwo |
| Srebrny                                                               | 2. miejsce lub wicemistrzostwo |
| Brązowy                                                               | 3. miejsce lub II wicemistrzostwo |
| Zielony                                                               | Ukończył, punktował (w klasyfikacji generalnej, gdy zdobył co najmniej jeden punkt na przestrzeni sezonu, poza trzema powyższymi opcjami) |
| Niebieski                                                             | Ukończył, nie punktował (w klasyfikacji generalnej, gdy nie zdobył co najmniej jednego punktu na przestrzeni sezonu)                      |
| Czerwony                                                              | Nie zakwalifikował się (NZ) |
| Czerwony                                                              | Nie prekwalifikował się (NPK) |
| Różowy                                                                | Nie ukończył (NU) |
| Różowy                                                                | Niesklasyfikowany (NS) (w klasyfikacji generalnej, gdy nie został sklasyfikowany w żadnym wyścigu sezonu)                                 |
| Czarny                                                                | Zdyskwalifikowany (DK) |
| Czarny                                                                | Wykluczony (WYK/EX) |
| Biały                                                                 | Nie wystartował (NW) |
| Biały                                                                 | Kontuzjowany (K/INJ) |
| Biały                                                                 | Wyścig odwołany (OD/C) |
| Bez koloru                                                            | Został wycofany (WYC/WD) |
| Bez koloru                                                            | Nie przybył (NP/DNA) |
| Bez koloru                                                            | Nie brał udziału w treningach (NT/DNP) |
| Bez koloru                                                            | Nie został zgłoszony (–) |
| Pogrubienie                                                           | Start z pole position |
| Kursywa                                                               | Najszybsze okrążenie wyścigu |
| †                                                                     | Nie ukończył, ale jego rezultat został zaliczony ze względu na przejechanie więcej niż 90% dystansu wyścigu.                              |
| *                                                                     | Sezon w trakcie |
| 1/2/3                                                                 | Punktowana pozycja w sprincie kwalifikacyjnym                                                                                             |
| Lista systemów punktacji Formuły 1                                    | |

| Rok       | Zespół         | Wyniki w poszczególnych eliminacjach | Wyniki w poszczególnych eliminacjach | Wyniki w poszczególnych eliminacjach | Wyniki w poszczególnych eliminacjach | Wyniki w poszczególnych eliminacjach | Wyniki w poszczególnych eliminacjach | Wyniki w poszczególnych eliminacjach | Wyniki w poszczególnych eliminacjach | Wyniki w poszczególnych eliminacjach | Wyniki w poszczególnych eliminacjach | Wyniki w poszczególnych eliminacjach | Punkty | Pozycja |
| --------- | -------------- | ------------------------------------ | ------------------------------------ | ------------------------------------ | ------------------------------------ | ------------------------------------ | ------------------------------------ | ------------------------------------ | ------------------------------------ | ------------------------------------ | ------------------------------------ | ------------------------------------ | ------ | ------- |
| 2008/2009 | Trident Racing | CHN                                  | CHN                                  | ARE                                  | BHR                                  | BHR                                  | QAT                                  | QAT                                  | MAL                                  | MAL                                  | BHR                                  | BHR                                  | 6      | 17      |
| 2008/2009 | Trident Racing | –                                    | –                                    | –                                    | –                                    | –                                    | 14                                   | 15                                   | NU                                   | 13                                   | 7                                    | 3                                    | 6      | 17      |

### Formuła Renault 3.5
| Legenda oznaczeń w tabelach wyników Wyświetl szablon na nowej stronie | Legenda oznaczeń w tabelach wyników Wyświetl szablon na nowej stronie                                                                     |
| Oznaczenie                                                            | Wyjaśnienie |
| --------------------------------------------------------------------- | --- |
| Złoty                                                                 | Zwycięzca lub mistrzostwo |
| Srebrny                                                               | 2. miejsce lub wicemistrzostwo |
| Brązowy                                                               | 3. miejsce lub II wicemistrzostwo |
| Zielony                                                               | Ukończył, punktował (w klasyfikacji generalnej, gdy zdobył co najmniej jeden punkt na przestrzeni sezonu, poza trzema powyższymi opcjami) |
| Niebieski                                                             | Ukończył, nie punktował (w klasyfikacji generalnej, gdy nie zdobył co najmniej jednego punktu na przestrzeni sezonu)                      |
| Czerwony                                                              | Nie zakwalifikował się (NZ) |
| Czerwony                                                              | Nie prekwalifikował się (NPK) |
| Różowy                                                                | Nie ukończył (NU) |
| Różowy                                                                | Niesklasyfikowany (NS) (w klasyfikacji generalnej, gdy nie został sklasyfikowany w żadnym wyścigu sezonu)                                 |
| Czarny                                                                | Zdyskwalifikowany (DK) |
| Czarny                                                                | Wykluczony (WYK/EX) |
| Biały                                                                 | Nie wystartował (NW) |
| Biały                                                                 | Kontuzjowany (K/INJ) |
| Biały                                                                 | Wyścig odwołany (OD/C) |
| Bez koloru                                                            | Został wycofany (WYC/WD) |
| Bez koloru                                                            | Nie przybył (NP/DNA) |
| Bez koloru                                                            | Nie brał udziału w treningach (NT/DNP) |
| Bez koloru                                                            | Nie został zgłoszony (–) |
| Pogrubienie                                                           | Start z pole position |
| Kursywa                                                               | Najszybsze okrążenie wyścigu |
| †                                                                     | Nie ukończył, ale jego rezultat został zaliczony ze względu na przejechanie więcej niż 90% dystansu wyścigu.                              |
| *                                                                     | Sezon w trakcie |
| 1/2/3                                                                 | Punktowana pozycja w sprincie kwalifikacyjnym                                                                                             |
| Lista systemów punktacji Formuły 1                                    | |

| Rok  | Zespół              | Wyniki w poszczególnych eliminacjach | Wyniki w poszczególnych eliminacjach | Wyniki w poszczególnych eliminacjach | Wyniki w poszczególnych eliminacjach | Wyniki w poszczególnych eliminacjach | Wyniki w poszczególnych eliminacjach | Wyniki w poszczególnych eliminacjach | Wyniki w poszczególnych eliminacjach | Wyniki w poszczególnych eliminacjach | Wyniki w poszczególnych eliminacjach | Wyniki w poszczególnych eliminacjach | Wyniki w poszczególnych eliminacjach | Wyniki w poszczególnych eliminacjach | Wyniki w poszczególnych eliminacjach | Wyniki w poszczególnych eliminacjach | Wyniki w poszczególnych eliminacjach | Wyniki w poszczególnych eliminacjach | Punkty | Pozycja |
| ---- | ------------------- | ------------------------------------ | ------------------------------------ | ------------------------------------ | ------------------------------------ | ------------------------------------ | ------------------------------------ | ------------------------------------ | ------------------------------------ | ------------------------------------ | ------------------------------------ | ------------------------------------ | ------------------------------------ | ------------------------------------ | ------------------------------------ | ------------------------------------ | ------------------------------------ | ------------------------------------ | ------ | ------- |
| 2005 | Victory Engineering | BEL                                  | BEL                                  | MON                                  | VAL                                  | VAL                                  | FRA                                  | FRA                                  | BIL                                  | BIL                                  | DEU                                  | DEU                                  | GBR                                  | GBR                                  | PRT                                  | PRT                                  | ITA                                  | ITA                                  | 4      | 26      |
| 2005 | Victory Engineering | –                                    | –                                    | –                                    | –                                    | –                                    | –                                    | –                                    | –                                    | –                                    | –                                    | –                                    | –                                    | –                                    | 16                                   | 10                                   | 8                                    | 14                                   | 4      | 26      |
| 2012 | BVM-Target          | ARA                                  | ARA                                  | MON                                  | BEL                                  | BEL                                  | DEU                                  | DEU                                  | RUS                                  | RUS                                  | GBR                                  | GBR                                  | HUN                                  | HUN                                  | FRA                                  | FRA                                  | CAT                                  | CAT                                  | 0      | 33      |
| 2012 | BVM-Target          | –                                    | –                                    | –                                    | –                                    | –                                    | –                                    | –                                    | –                                    | –                                    | –                                    | –                                    | –                                    | –                                    | 19                                   | 13                                   | –                                    | –                                    | 0      | 33      |

### Podsumowanie
| Sezon   | Seria                                 | Zespół                     | Wyścigi          | Zwycięstwa       | PP               | NO               | Podium           | Punkty           | Pozycja          |
| ------- | ------------------------------------- | -------------------------- | ---------------- | ---------------- | ---------------- | ---------------- | ---------------- | ---------------- | ---------------- |
| 2003    | Formula Gloria W. Trophy              |                            |                  | 0                | 0                | 0                | 0                |                  |                  |
| 2003    | Formuła BMW ADAC                      | Team Lauderbach Motorsport | 20               | 0                | 0                | 0                | 0                | 14               | 17               |
| 2004    | Formula Gloria                        |                            |                  |                  |                  |                  |                  |                  | 2                |
| 2004    | Włoska Formuła Renault (zimowa seria) |                            |                  |                  |                  |                  |                  |                  | 2                |
| 2004    | Włoska Formuła 3                      | W.R.C.                     | 9                | 0                | 0                | 0                | 0                | 32               | 11               |
| 2005    | Włoska Formuła Renault                | BVM Minardi                | 14               | 1                | 0                | 0                | 3                | 113              | 6                |
| 2005    | Formula Azzurra                       | Europa Corse               |                  |                  |                  |                  |                  |                  | 1                |
| 2005    | Formuła Renault 3.5                   | Victory Engineering        | 4                | 0                | 0                | 0                | 0                | 4                | 26               |
| 2005    | Formuła 1                             | Minardi F1 Team            | Kierowca testowy | Kierowca testowy | Kierowca testowy | Kierowca testowy | Kierowca testowy | Kierowca testowy | Kierowca testowy |
| 2006    | Włoska Formuła 3                      | Corbetta Competizioni      | 16               | 4                | 2                | 6                | 10               | 111              | 2                |
| 2006    | Euroseries 3000                       | Minardi by GP Racing       | 2                | 0                | 0                | 0                | 1                | 8                | 14               |
| 2007    | Euroseries 3000                       | Minardi by GP Racing       | 16               | 5                | 4                | 6                | 13               | 108              | 1                |
| 2007    | Włoska Formuła 3000                   | Minardi by GP Racing       | 8                | 3                | 2                | 2                | 8                | 58               | 1                |
| 2008    | Euroseries 3000                       | TP Formula                 | 1                | 0                | 0                | 0                | 1                | 9                | 15               |
| 2008    | Superstars Series                     | Ferlito Motors             | 3                | 0                | 0                | 0                | 1                | 32               | 6                |
| 2008    | International Formula Master          | ADM Motorsport             | 2                | 0                | 0                | 0                | 0                | 0                | 29               |
| 2008    | FIA GT Championship (GT2)             | BMS Scuderia Italia        | 1                | 0                | 0                | 0                | 1                | 33,5             | 12               |
| 2008    | Superleague Formula                   | Beijing Guo’an             | 12               | 3                | 1                | 3                | 5                | 413              | 1                |
| 2008-09 | Azjatycka seria GP2                   | Trident Racing             | 6                | 0                | 0                | 0                | 1                | 6                | 17               |
| 2009    | Superleague Formula                   | Olympiacos CFP             | 6                | 0                | 1                | 0                | 1                | 300              | 6                |
| 2009    | Seria GP2                             | Trident Racing             | 18               | 0                | 0                | 0                | 0                | 3                | 22               |
| 2010    | Superleague Formula                   | R.S.C. Anderlecht          | 30               | 5                | 3                | 3                | 16               | 699              | 1                |
| 2011    | Seria GP2                             | Scuderia Coloni            | 2                | 0                | 0                | 0                | 0                | 0                | 29               |
| 2012    | Formuła Renault 3.5                   | BVM Target                 | 2                | 0                | 0                | 0                | 0                | 0                | 33               |
| 2012    | Formuła 1                             | Scuderia Ferrari           | Kierowca testowy | Kierowca testowy | Kierowca testowy | Kierowca testowy | Kierowca testowy | Kierowca testowy | Kierowca testowy |
| 2013    | Formuła 1                             | Scuderia Ferrari           | Kierowca testowy | Kierowca testowy | Kierowca testowy | Kierowca testowy | Kierowca testowy | Kierowca testowy | Kierowca testowy |